# Košické Oľšany
Košické Oľšany (Hongaars: Kassaolcsvár) is een Slowaakse gemeente in de regio Košice, en maakt deel uit van het district Košice-okolie.
Košické Oľšany telt 1.239 inwoners.